# Chlainomonas ovalis
Chlainomonas ovalis là một loài tảo trong họ Chlamydomonadaceae, thuộc chi Chlainomonas.